# Calliperla
Calliperla is een geslacht van steenvliegen uit de familie Perlodidae. De wetenschappelijke naam van het geslacht is voor het eerst geldig gepubliceerd in 1948 door Banks.

## Soorten
Calliperla omvat de volgende soorten:
- Calliperla luctuosa (Banks, 1906)